# ابو محمد جابر بن افلح اشبیلی
جابر بن افلح (۱۱۰۰-۱۱۵۰ م )  ریاضی‌دان و منجم بزرگ مسلمان مخترع دستگاه اختریاب متولد اشبیلیه واقع در اندلس است. 
مهمترین کتاب او در علم هیئت انتقادی بر مجسطی بطلمیوس است که به نام کتاب الحیات نامیده شده است. 
وی  است.  او نظر بطلمیوس را به ویژه قرار دادن زهره و عطارد زیر خورشید بسیار مورد انتقاد قرار می‌دهد. 
او جای آن‌ها را بالای خورشید معین می‌کند. کتاب هیئت او از این نظر قابل توجه است که در بخش نجوم آن فصلی را به مثلثات اختصاص می‌دهد و درباره آن بحث می‌کند. از جمله دیگر آثار او در زمینهٔ ریاضی به رساله شکل قطاع و شرح اصول اقلیدس می‌توان اشاره کرد.

## اختراع

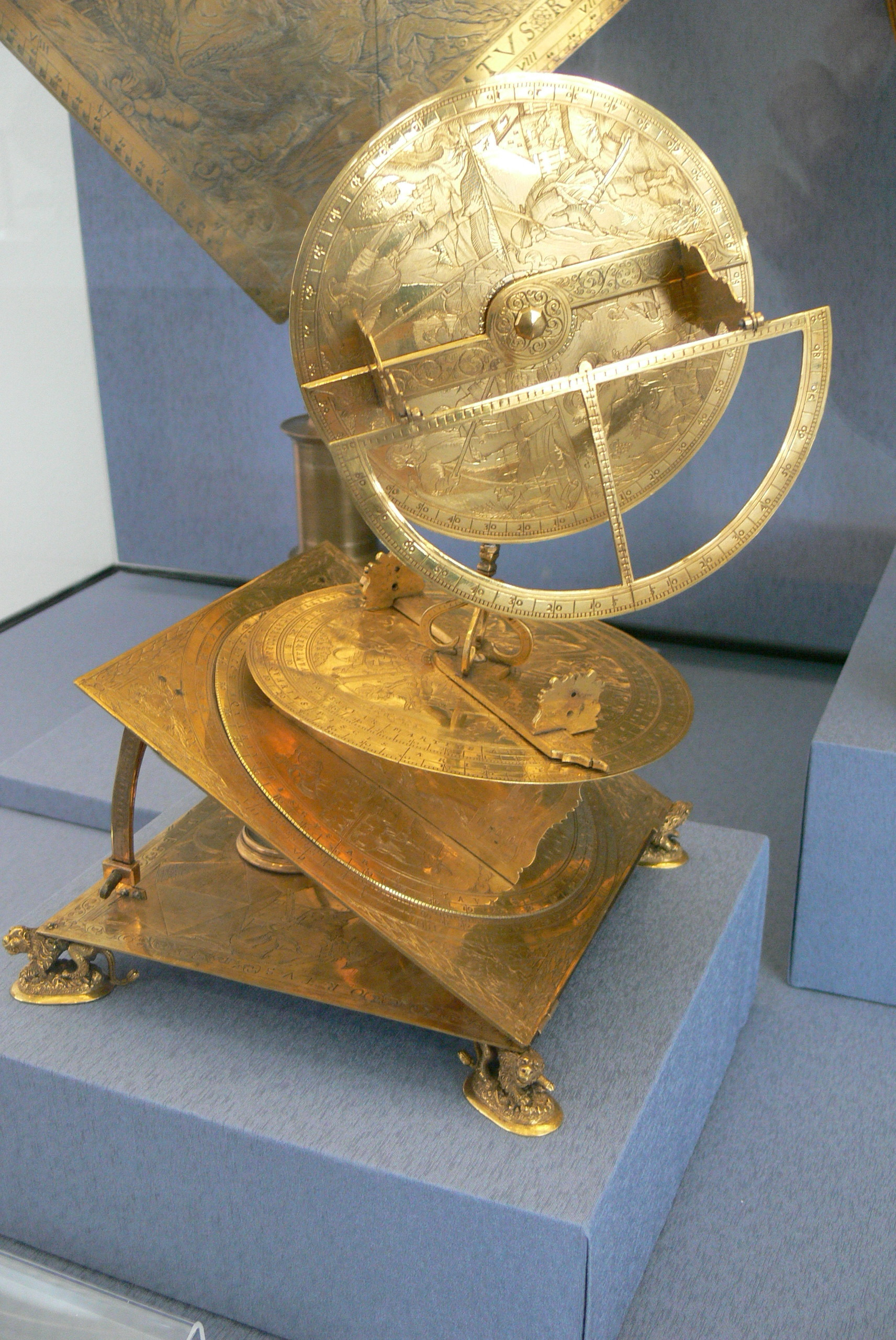
دستگاه تورکتوم

او یک ابزار مشاهده ای به نام تورکتوم یا اختریاب اختراع کرد ، یک رایانه مکانیکی برای تبدیل بین سیستم های مختصات کروی بود.